# François Derand

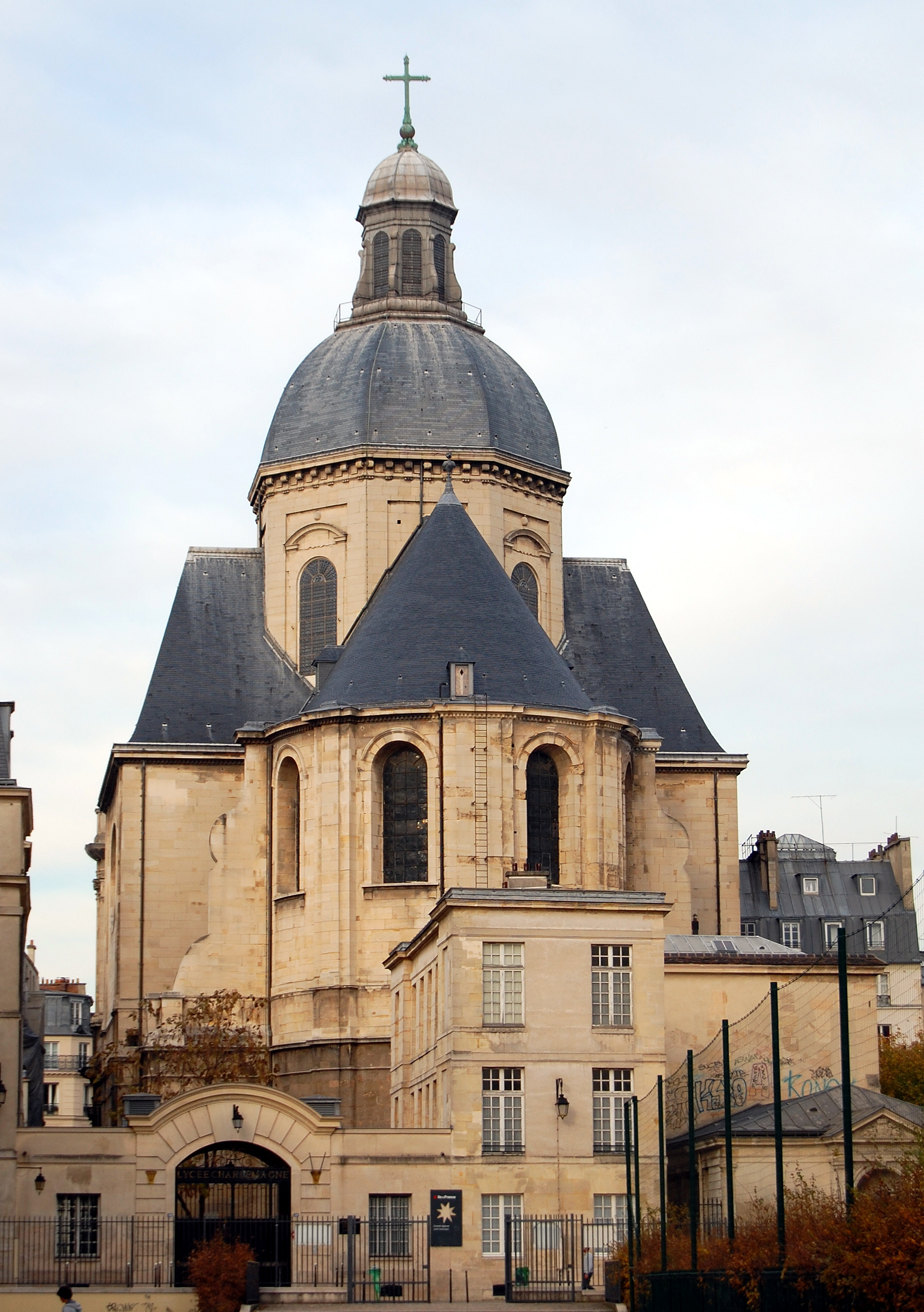
Eglise Saint-Paul-Saint-Louis, Parigi

François Derand (Vic-sur-Seille, 1588 o 1591 – Agde, 29 ottobre 1644) è stato un architetto e gesuita francese.

## Biografia
Dopo aver studiato per il noviziato a Rouen, poi al collegio dei Gesuiti a La Flèche (dove insegnò matematica per due anni), fu ordinato sacerdote nel 1621 ed entrò nella Compagnia di Gesù. Inizialmente visse a Rouen poi a Rennes, dove fu consultato sui lavori per ricostruire la Cathédrale Sainte-Croix d'Orléans. Nel 1629 si trasferì per completare la Chiesa di Saint-Paul-Saint-Louis, iniziata da Étienne Martellange. Prese parte a diverse altre opere: la pala d'altare di Laval e l'altare maggiore della chiesa dei Gesuiti a La Flèche. Nel 1643 pubblicò L'architecture des voûtes, un trattato sulla stereotomia che è considerato il suo capolavoro. Fu convocato ad Agde lo stesso anno e vi morì nel 1644. Fu sepolto nel collegio dei Gesuiti a Béziers.